# Trollenjagers: Verhalen uit Arcadia
Trollenjagers: Verhalen uit Arcadia, of kortweg Trollenjagers, is een geanimeerde Netflix-trilogie bestaande uit de delen Trollenjagers, 3 Onder en Magiërs. Het speelt zich af in een gewoon stadje genaamd Arcadia Oaks en is bedacht door Guillermo del Toro.

## Verhaal
Jim Lake, een 15-jarige tiener, ontdekt een magisch amulet dat hem de titel van trollenjager geeft. Hij wordt zo de verdediger van de trollen die onder de voeten van de inwoners van de stad Arcadia wonen.